# Mahroni
Mahroni (o Mahrauni) è una suddivisione dell'India, classificata come nagar panchayat, di 8.647 abitanti, situata nel distretto di Lalitpur, nello stato federato dell'Uttar Pradesh. In base al numero di abitanti la città rientra nella classe V (da 5.000 a 9.999 persone).

## Geografia fisica
La città è situata a 24° 35' 10 N e 78° 43' 44 E e ha un'altitudine di 358 m s.l.m..

## Società

### Evoluzione demografica
Al censimento del 2001 la popolazione di Mahroni assommava a 8.647 persone, delle quali 4.544 maschi e 4.103 femmine. I bambini di età inferiore o uguale ai sei anni assommavano a 1.425, dei quali 745 maschi e 680 femmine. Infine, coloro che erano in grado di saper almeno leggere e scrivere erano 5.768, dei quali 3.457 maschi e 2.311 femmine.